# Église Saint-Michel de Crupilly
L'église Saint-Michel de Crupilly est une église située à Crupilly, en France.

## Description
L'église classée fortifiée possède un assommoir (élément de défense rare en Thiérache).

## Localisation
L'église est située sur la commune de Crupilly, dans le département de l'Aisne.

## Historique

### Galerie

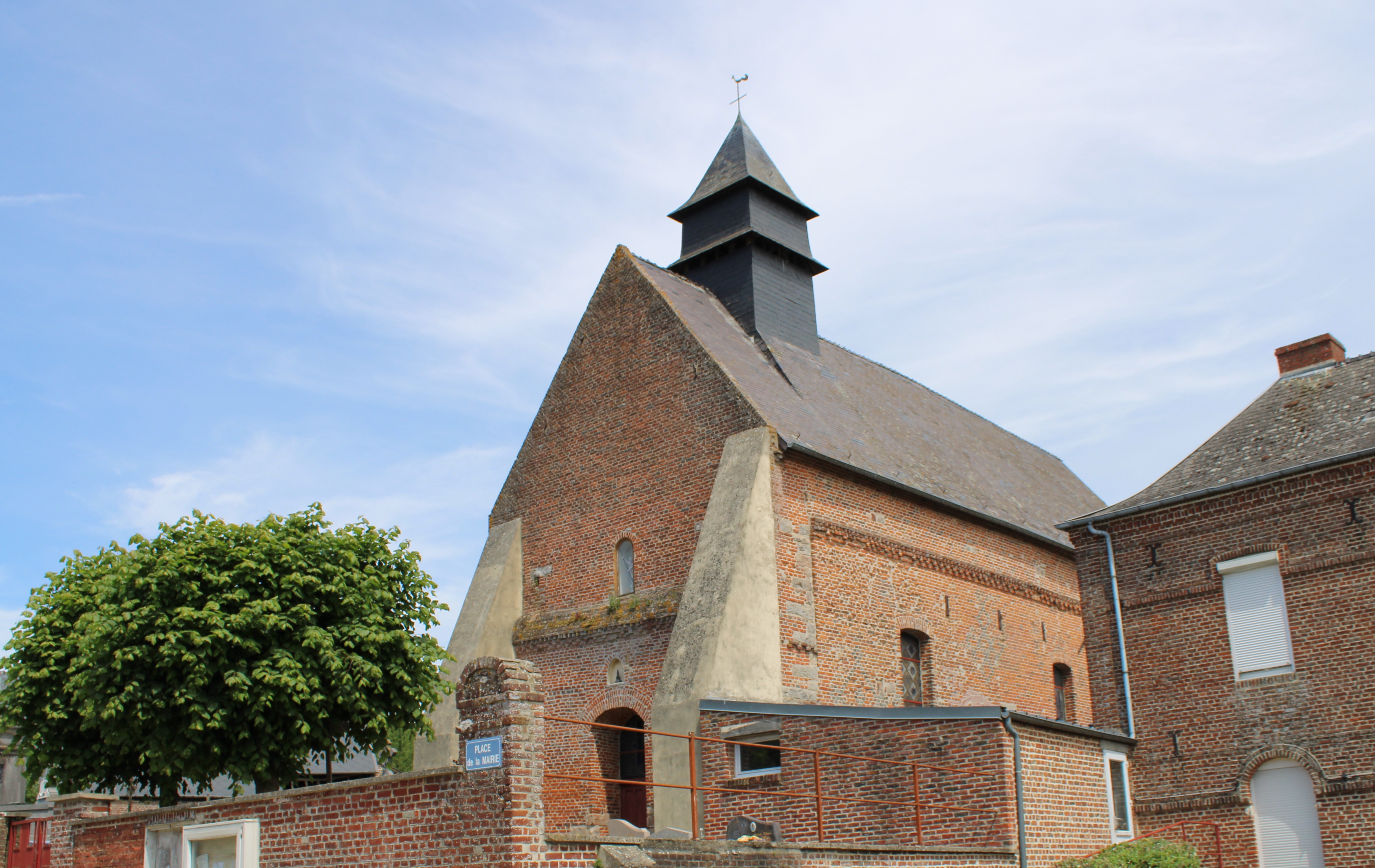
Vue de l'église.
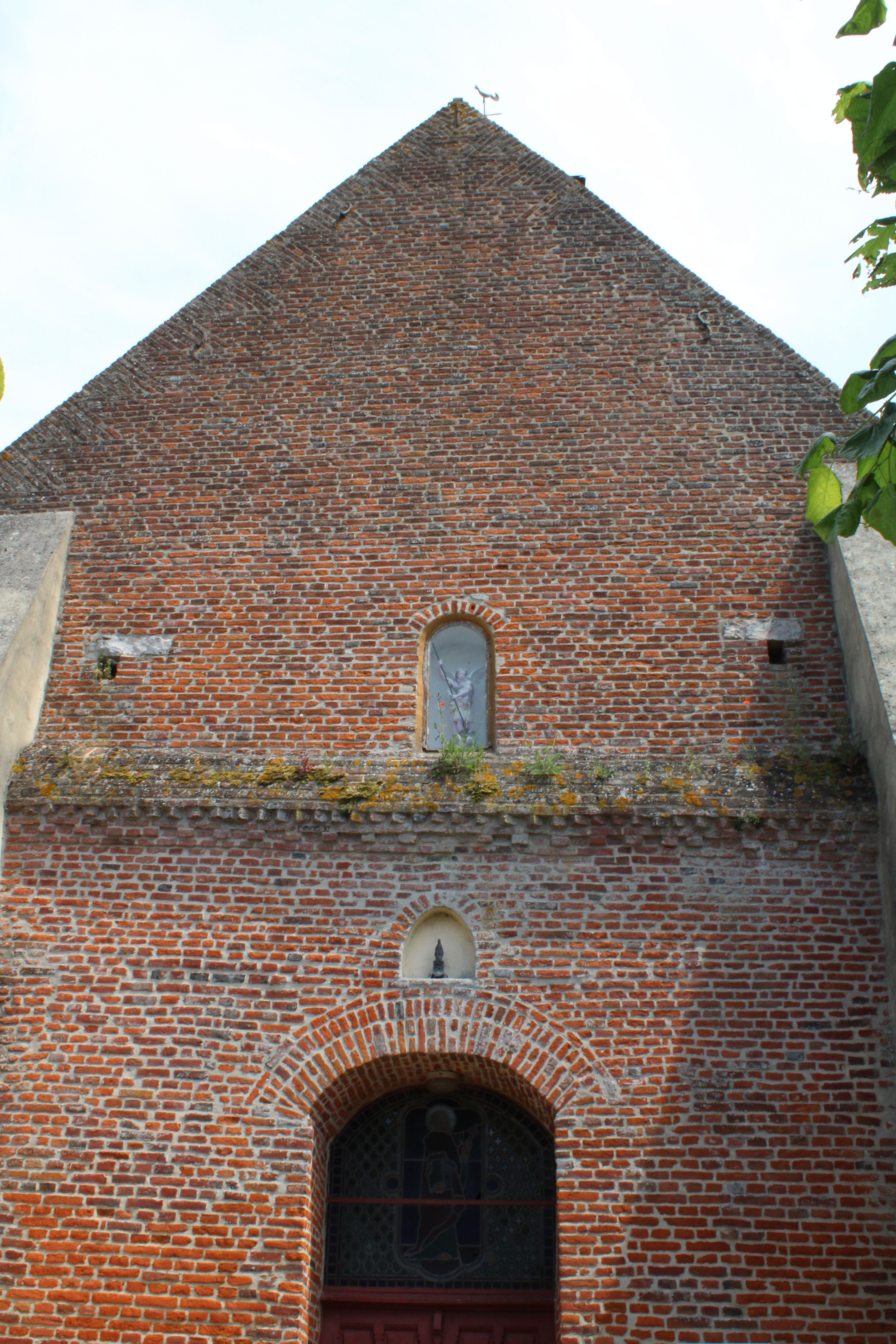
La façade de l'église.
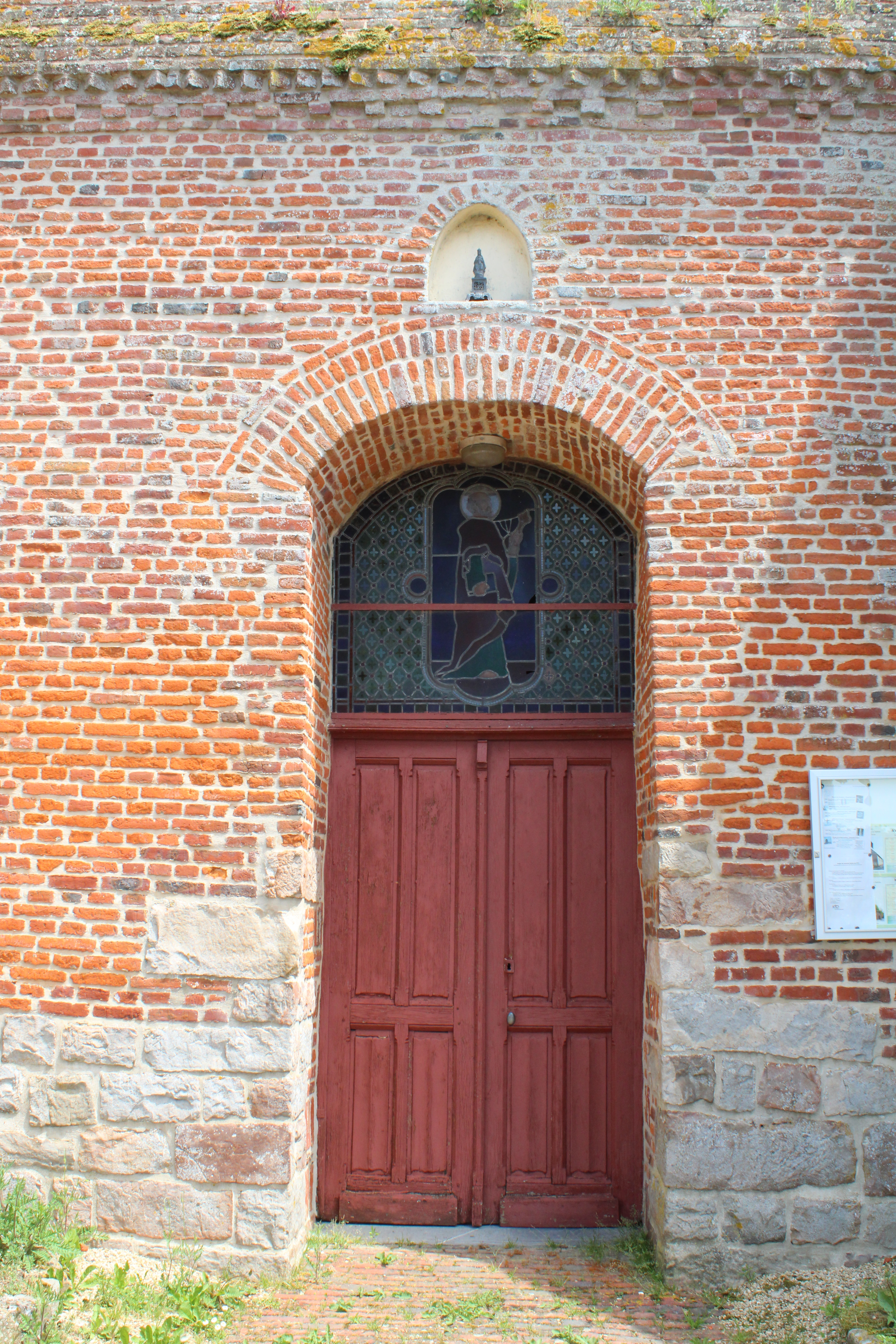
Portail de l'église surmonté d'une statue de la Vierge.
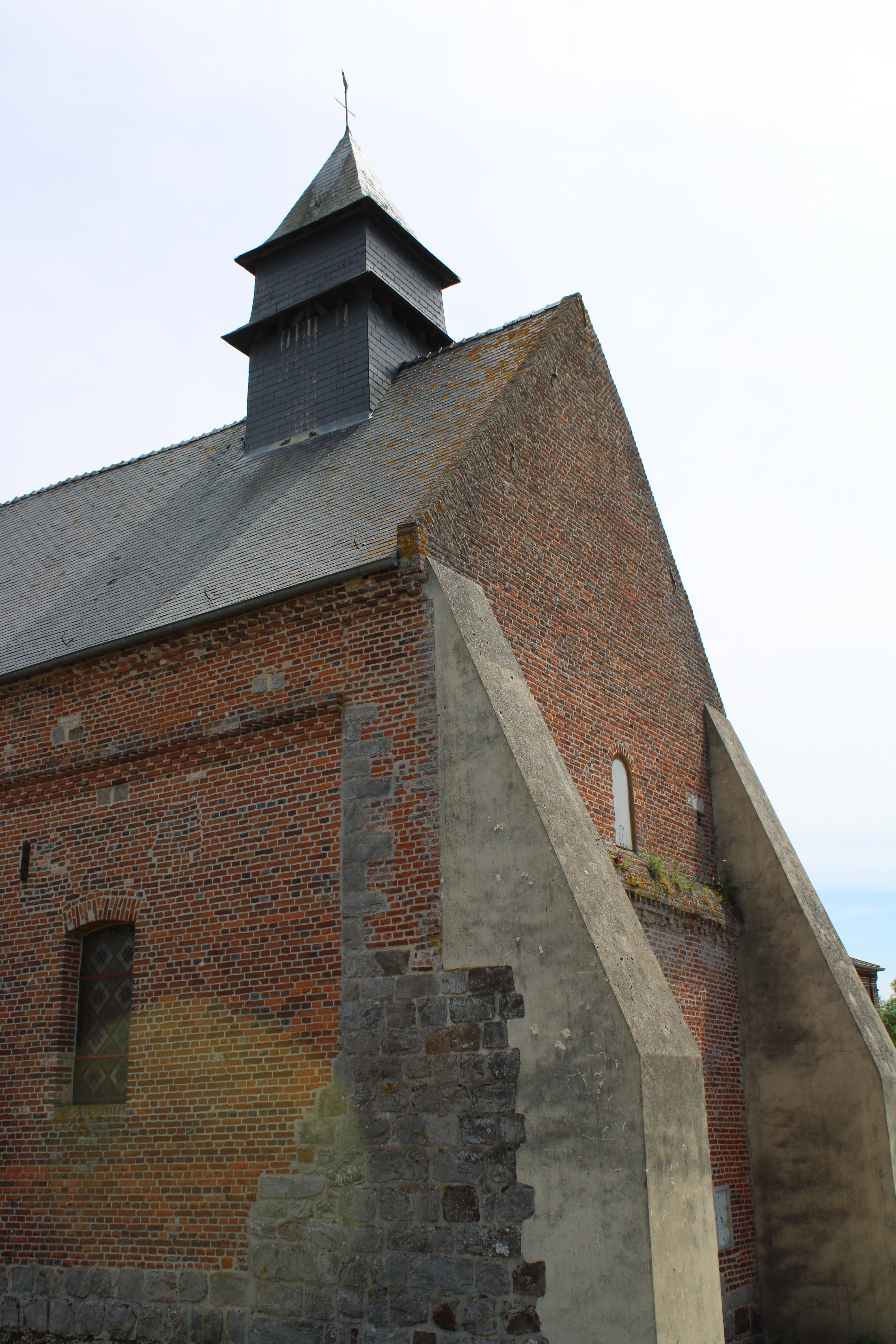
Le clocheton en ardoises.
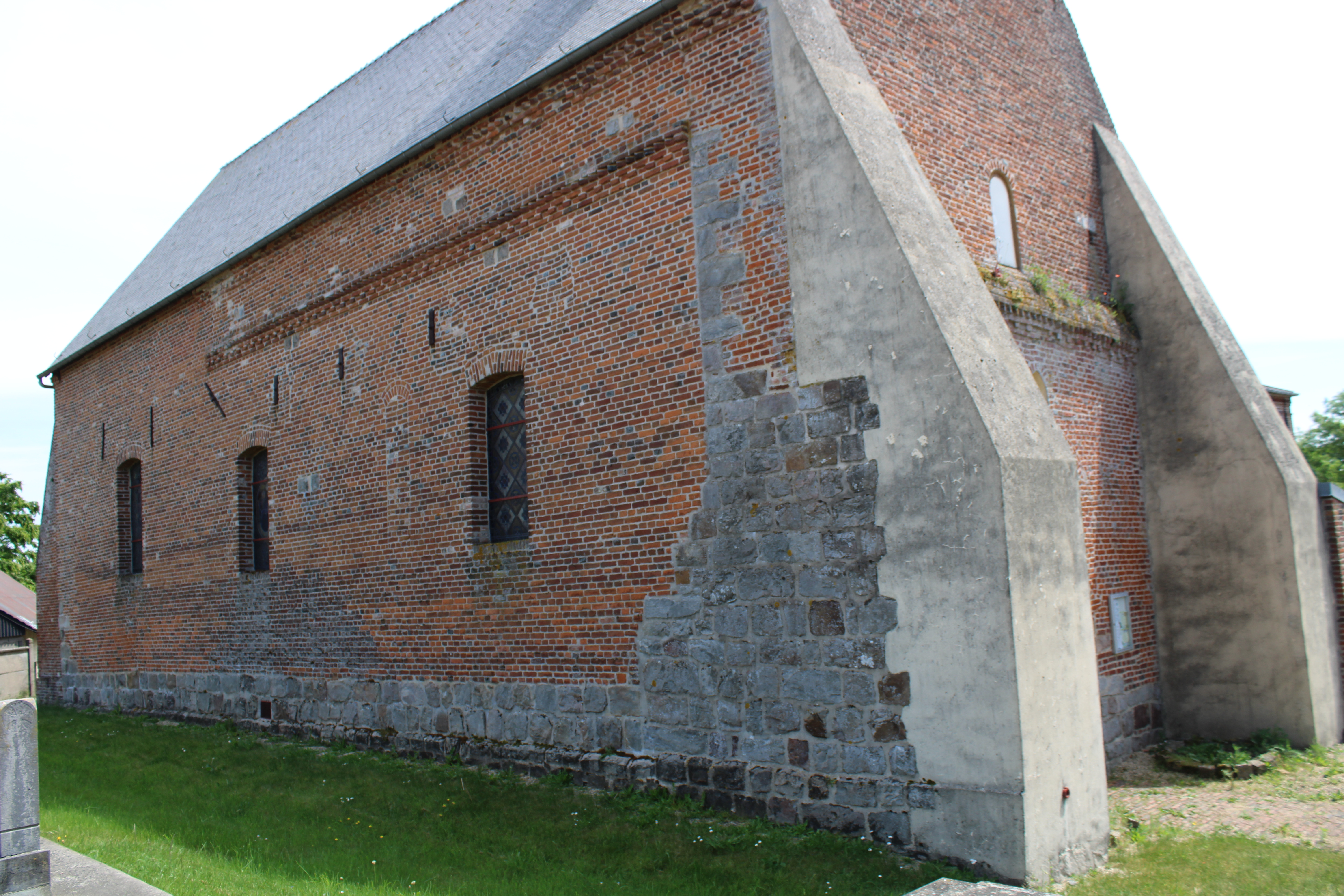
La façade soutenus par deux imposants contreforts bâtis récemment.
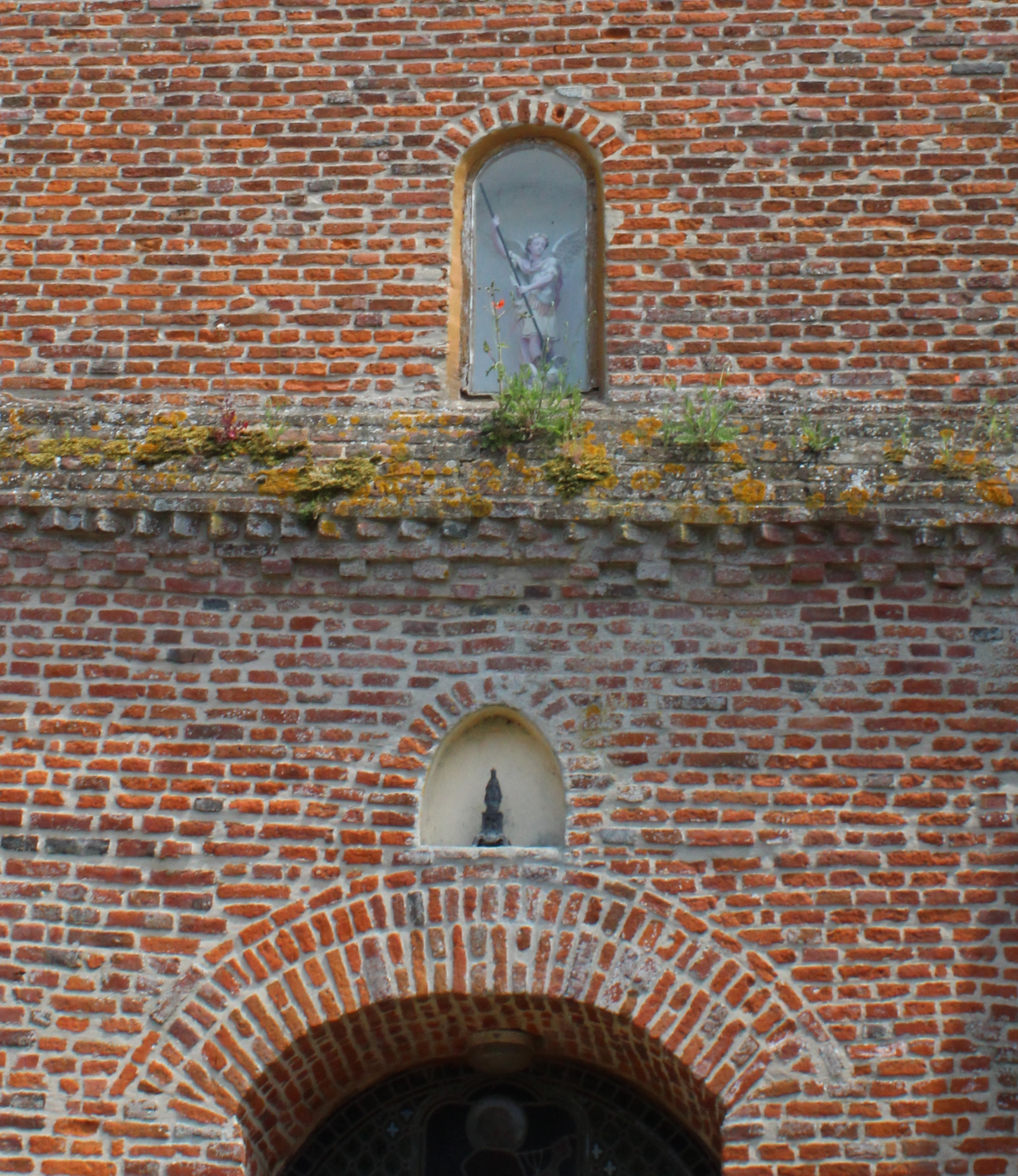
L'Archange Saint-Michel.
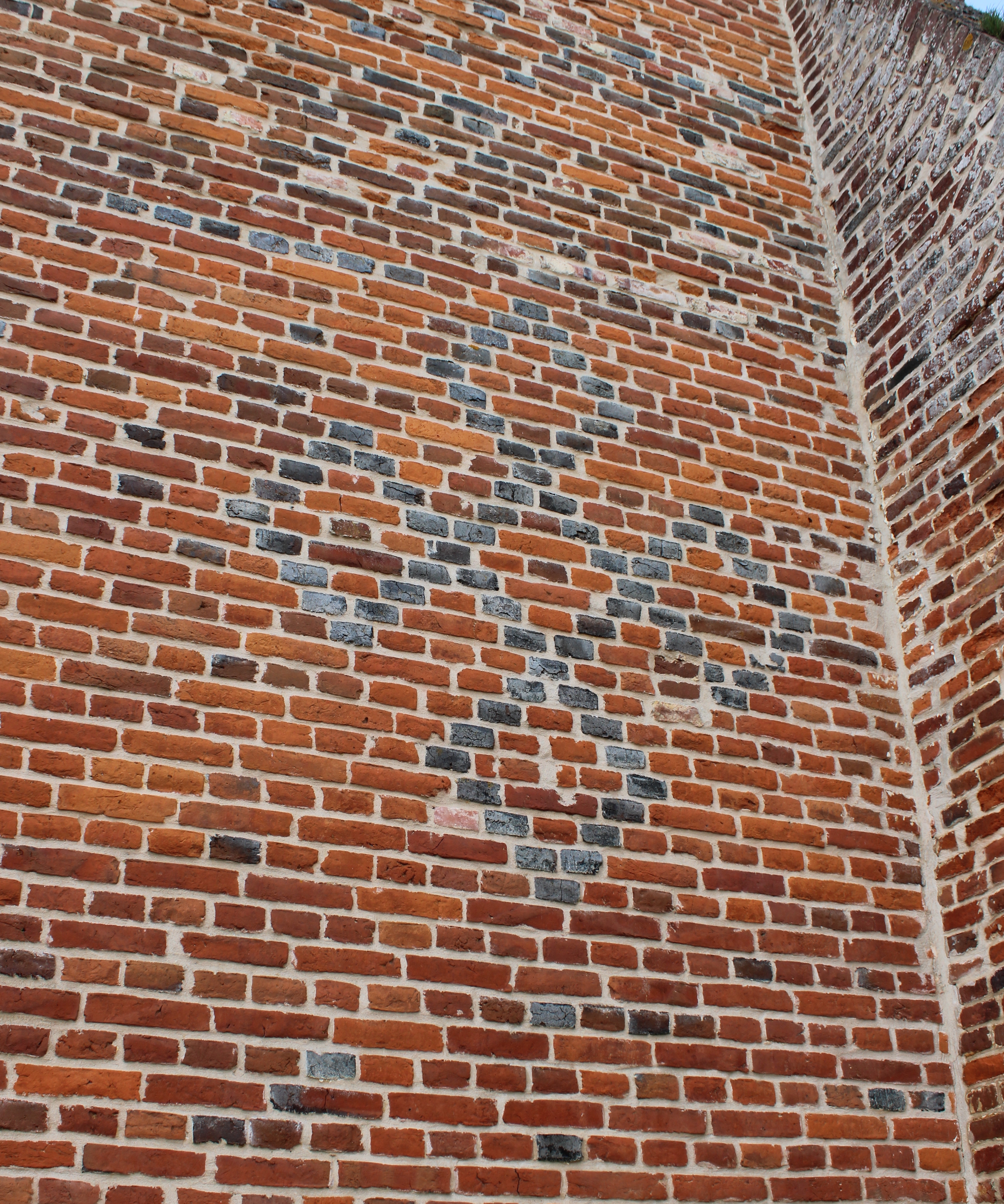
Motif géométrique en briques surcuites.